# Спенс, Майк
Майк Спенс (англ. Mike Spence, 30 декабря 1936, Кройдон — 7 мая 1968, Индианаполис) — британский автогонщик, пилот Формулы-1 (1963—1968).

## Карьера

### Начало (1958—1962)
Майк Спенс начал автоспортивную карьеру в 1958 году на клубном уровне (автомобиль Turner). В 1960 году Спенс дебютировал в Formula Junior на автомобиле Cooper с двигателем Austin. В 1961 году Спенс принял участие в Solituderennen, внезачётном этапе Формулы-1 в Штутгарте и выиграл Commander York Trophy, гонку в Сильверстоуне.
В сезоне 1962 года Formula Junior Майк Спенс, выступая за Lotus, выиграл гонку в Реймс-Гу и набрал много очков. В итоге в 1963 году Спенс заключил контракт на три года с командой Lotus в Формуле-1.

### Team Lotus(1963—1965)
В 1963 году Майк Спенс продолжал выступать в Formula Junior, а его дебют в Формуле-1 состоялся на Гран-при Италии в Монце, где Спенс заменил травмированного Тревора Тэйлора. Он не сумел финишировать по техническим причинам.
В 1964 году Спенс выступал в Формуле-2. Однако после четырёх этапов Формулы-1 пилот команды Lotus Питер Эранделл получил травму на внезачётном Гран-при, вследствие чего был заменён на Майка Спенса, который провёл первую гонку сезона на домашнем Гран-при Великобритании в Сильверстоуне. Гонщик пришёл девятым, не набрав очков. После этого Спенс ездил за команду до конца сезона и занял в итоге 12-е место. Первый финиш в очковой зоне пришёлся на Гран-при Италии (6-е место). В финале сезона, на Гран-при Мексики, Майк Спенс занял четвёртую позицию. В сезоне 1964 Формулы-1 он получил за сезон 4 очка.
Свой первый полный сезон Майк Спенс провёл в сезоне 1965, приняв участие во всех гонках, кроме Гран-при Монако, в котором Lotus не принимал участия, так как вышел на старт 500 миль Индианаполиса. Его партнёром по команде, как и в 1964 году, был Джим Кларк, чемпион мира 1963 года. Спенс начал с 4-го места на Гран-при ЮАР. В марте гонщик выиграл Гонку чемпионов, внезачётный этап Формулы-1 в Брэндс-Хэтче. Однако на Гран-при Бельгии и Франции он финишировал лишь седьмым, не набрав очков. Следующим было Гран-при Великобритании, где Майк Спенс стал четвёртым, единственный раз в карьере набрав очки в Сильверстоуне. Но после этого Майк не набрал очков на четырёх подряд Гран-при. Несмотря на это, на последнем этапе сезона — Гран-при Мексики — британец занял третье место. Это был его единственный подиум за все выступления в Формуле-1. В общем зачёте сезона 1965 Майк Спенс стал восьмым, набрав 12 очков. Этот же сезон был выигран Кларком с большим преимуществом (6 побед в 10 этапах).

### Reg Parnell Racing (1966)
1 января 1966 года Майк Спенс выиграл Гран-при ЮАР, которое в тот год было внезачётным. Но команда Lotus не продлила гонщику контракт на 1966 сезон Формулы-1 в связи с возвращением в Формулу-1 Эранделла. В итоге пилот принял участие во всех девяти Гран-при сезона за команду Тима Парнелла, сына Реджа Парнелла, автогонщика и основателя коллектива. Майк Спенс ездил на Lotus 25. Очки он набрал только на Гран-при Нидерландов и Италии, финишировав оба раза на 5-м месте. На остальных этапах гонщик либо сошёл с дистанции, либо вообще не сумел стартовать. Пять из шести сходов произошли по техническим причинам. Результатом стало лишь 12-е место и всего четыре очка.

### Owen Racing Organisation(1967)
В 1967 году Спенс подписал контракт с BRM. Сезон 1967 Формулы-1 начался для него со схода на Гран-при ЮАР, но на следующем этапе — Гран-при Монако — Майк Спенс набрал очко за шестое место. В сезоне он не смог финишировать на подиуме, однако после Гран-при Монако Спенс ещё четыре раза — на Гран-при Гран-при Бельгии, Гран-при Канады, Гран-при Италии и Гран-при Мексики — пришёл в очковой зоне, во всех случаях на 5-м месте. Результатом в общем зачёте сезона 1967 года стало 10-е место в чемпионате (9 очков). Кроме того, Майк Спенс ездил в 1967 году за команду Chapparal. Вместе с американским автогонщиком Филом Хиллом, чемпионом Формулы-1 в 1961 сезоне, Спенс выиграл BOAC 500 в Брэндс-Хэтче.

### Возвращение вLotus(1968)
В 1968 году Майк Спенс продолжил выступать за British Racing Motors. На Гран-при ЮАР, первой гонке сезона, он снова сошёл с дистанции. Но весной Спенс был снова вызван в команду Lotus. Это было связано с трагическими событиями: разбился Джим Кларк. В мае 1968 года Team Lotus вышла на гонку 500 миль Индианаполиса. На тренировке перед гонкой Спенс потерял контроль над машиной и попал в аварию. Оторвавшееся колесо попало в шлем пилота, и через несколько часов Майк Спенс скончался в больнице.

## Полная таблица результатов
| Легенда к таблице |                                                                    |
| --- | ------------------------------------------------------------------ |
| В таблице перечислены результаты всех Гран-при Формулы-1, в которых принимал участие гонщик. Строками таблицы являются сезоны, столбцами — этапы чемпионата мира. В каждой клетке указаны сокращённое название этапа и результат, дополнительно обозначенный цветом. Расшифровка обозначений и цветов представлена в нижеследующей таблице. |                                                                    |
| \| Пример \| Описание \| \| ------------ \| ------------------------------------------------------------------ \| \| 1 \| Победитель \| \| 2 \| Второе место \| \| 3 \| Третье место \| \| 5 \| Финишировал, заработав очки \| \| Сход \| Не финишировал, но при этом заработал очки \| \| 12 \| Финишировал, не получив очков \| \| НКЛ \| Финишировал, но не попал в финальную классификацию \| \| 15 \| Участвовал вне зачёта, либо по отдельной классификации \| \| 18 \| Не финишировал, но попал в финальную классификацию \| \| Сход \| Не финишировал \| \| НКВ \| Не прошёл квалификацию \| \| НПКВ \| Не прошёл предквалификацию \| \| ДСК \| Дисквалифицирован \| \| ИСК \| Исключён из протокола соревнований \| \| ТТ \| Заявлен для участия только в тренировках \| \| НС \| Участвовал в квалификации, но не стартовал в гонке \| \| Т \| Травмирован или болен \| \| ОТК \| Отказ от участия \| \| НТР \| Прибыл на соревнования, но на трассу не выезжал \| \| НПР \| Был заявлен в числе участников, но не прибыл к началу соревнований \| \| О \| Соревнования отменены \| \| \| Не участвовал \| \| Поул-позиция \| \| \| Быстрый круг \| \| |                                                                    |
| Пример | Описание                                                           |
| 1 | Победитель                                                         |
| 2 | Второе место                                                       |
| 3 | Третье место                                                       |
| 5 | Финишировал, заработав очки                                        |
| Сход | Не финишировал, но при этом заработал очки                         |
| 12 | Финишировал, не получив очков                                      |
| НКЛ | Финишировал, но не попал в финальную классификацию                 |
| 15 | Участвовал вне зачёта, либо по отдельной классификации             |
| 18 | Не финишировал, но попал в финальную классификацию                 |
| Сход | Не финишировал                                                     |
| НКВ | Не прошёл квалификацию                                             |
| НПКВ | Не прошёл предквалификацию                                         |
| ДСК | Дисквалифицирован                                                  |
| ИСК | Исключён из протокола соревнований                                 |
| ТТ | Заявлен для участия только в тренировках                           |
| НС | Участвовал в квалификации, но не стартовал в гонке                 |
| Т | Травмирован или болен                                              |
| ОТК | Отказ от участия                                                   |
| НТР | Прибыл на соревнования, но на трассу не выезжал                    |
| НПР | Был заявлен в числе участников, но не прибыл к началу соревнований |
| О | Соревнования отменены                                              |
| | Не участвовал                                                      |
| Поул-позиция |                                                                    |
| Быстрый круг |                                                                    |

| Код | Название Гран-при       | Код | Название Гран-при          |
| --- | ----------------------- | --- | -------------------------- |
| 500 | 500 миль Индианаполиса  | МАЗ | Гран-при Малайзии          |
| 70Л | Гран-при 70-летия       | МАЙ | Гран-при Майами            |
| АБУ | Гран-при Абу-Даби       | МАР | Гран-при Марокко           |
| АВС | Гран-при Австралии      | МЕК | Гран-при Мексики           |
| АВТ | Гран-при Австрии        | МЕХ | Гран-при Мехико            |
| АЗЕ | Гран-при Азербайджана   | МОН | Гран-при Монако            |
| АЙФ | Гран-при Айфеля         | НИД | Гран-при Нидерландов       |
| АРГ | Гран-при Аргентины      | ПЕС | Гран-при Пескары           |
| БАХ | Гран-при Бахрейна       | ПОР | Гран-при Португалии        |
| БЕЛ | Гран-при Бельгии        | РОФ | Гран-при России            |
| БРА | Гран-при Бразилии       | САН | Гран-при Сан-Марино        |
| ВЕЛ | Гран-при Великобритании | САП | Гран-при Сан-Паулу         |
| ВЕН | Гран-при Венгрии        | САУ | Гран-при Саудовской Аравии |
| ГЕР | Гран-при Германии       | САХ | Гран-при Сахира            |
| ДАЛ | Гран-при Далласа        | СИН | Гран-при Сингапура         |
| ДЕТ | Гран-при Детройта       | СОЕ | Гран-при США               |
| ЕВР | Гран-при Европы         | СШЗ | Гран-при США-Запад         |
| ИНД | Гран-при Индии          | ТИХ | Гран-при Тихого океана     |
| ИСП | Гран-при Испании        | ТОС | Гран-при Тосканы           |
| ИТА | Гран-при Италии         | ТУЦ | Гран-при Турции            |
| КАН | Гран-при Канады         | ФРА | Гран-при Франции           |
| КАТ | Гран-при Катара         | ШВА | Гран-при Швейцарии         |
| КИТ | Гран-при Китая          | ШВЕ | Гран-при Швеции            |
| КОР | Гран-при Кореи          | ШТИ | Гран-при Штирии            |
| ЛАС | Гран-при Лас-Вегаса     | ЭМИ | Гран-при Эмилии-Романьи    |
| СИЗ | Гран-при Сизарс-пэласа  | ЮЖН | Гран-при ЮАР               |
| ЛЮК | Гран-при Люксембурга    | ЯПО | Гран-при Японии            |

| Сезон | Команда                  | Шасси    | Двигатель                   | Ш | 1        | 2        | 3        | 4        | 5        | 6        | 7        | 8        | 9        | 10       | 11    | 12  | Место | Очки |
| ----- | ------------------------ | -------- | --------------------------- | - | -------- | -------- | -------- | -------- | -------- | -------- | -------- | -------- | -------- | -------- | ----- | --- | ----- | ---- |
| 1963  | Team Lotus               | Lotus 25 | Coventry-Climax FWMV 1,5 V8 | D | МОН      | БЕЛ      | НИД      | ФРА      | МОН      | ВЕЛ      | ГЕР      | ИТА 13   | США      | МЕК      | ЮАР   |     | —     | 0    |
| 1964  | Team Lotus               | Lotus 25 | Coventry-Climax FWMV 1,5 V8 | D | МОН      | НИД      | БЕЛ      | ФРА      | ВЕЛ 9    | ГЕР НС   |          |          | США Сход | МЕК 4    |       |     | 12    | 4    |
| 1964  | Team Lotus               | Lotus 33 | Coventry-Climax FWMV 1,5 V8 | D |          |          |          |          |          | ГЕР 8    | АВТ Сход | ИТА 6    | США 7    | МЕК НС   |       |     | 12    | 4    |
| 1965  | Team Lotus               | Lotus 33 | Coventry-Climax FWMV 1,5 V8 | D | ЮАР 4    | МОН      | БЕЛ 7    | ФРА 7    | ВЕЛ 4    |          | ГЕР Сход | ИТА 11   | США Сход | МЕК 3    |       |     | 8     | 10   |
| 1965  | Team Lotus               | Lotus 25 | Coventry-Climax FWMV 1,5 V8 | D |          |          |          |          | ВЕЛ НС   | НИД 8    |          | ИТА НС   | США НС   |          |       |     | 8     | 10   |
| 1966  | Reg Parnell Racing       | Lotus 25 | BRM P56 2,0 V8              | F | МОН Сход | БЕЛ Сход | ФРА Сход | ВЕЛ Сход | НИД 5    | ГЕР Сход | ИТА 5    | США Сход | МЕК НС   |          |       |     | 12    | 4    |
| 1967  | Owen Racing Organisation | BRM P83  | BRM P75 3,0 H16             | D | ЮАР Сход | МОН 6    |          |          |          | ВЕЛ Сход |          |          |          |          |       |     | 10    | 9    |
| 1967  | Owen Racing Organisation | BRM P83  | BRM P75 3,0 H16             | F |          |          | НИД 8    |          |          |          |          |          |          |          |       |     | 10    | 9    |
| 1967  | Owen Racing Organisation | BRM P83  | BRM P75 3,0 H16             | G |          |          |          | БЕЛ 5    | ФРА Сход |          | ГЕР Сход | КАН 5    | ИТА 5    | США Сход | МЕК 5 |     | 10    | 9    |
| 1967  | Owen Racing Organisation | BRM P261 | BRM P60 2,1 V8              | G |          |          |          |          |          | ВЕЛ НС   |          |          |          |          |       |     | 10    | 9    |
| 1968  | Owen Racing Organisation | BRM P115 | BRM P75 3,0 H16             | G | ЮАР Сход | ИСП      | МОН      | БЕЛ      | НИД      | ФРА      | ВЕЛ      | ГЕР      | ИТА      | КАН      | США   | МЕК | —     | 0    |
| 1968  | Owen Racing Organisation | BRM P126 | BRM P142 3,0 V12            | G | ЮАР НС   |          |          |          |          |          |          |          |          |          |       |     | —     | 0    |